# Snake (rzeka)

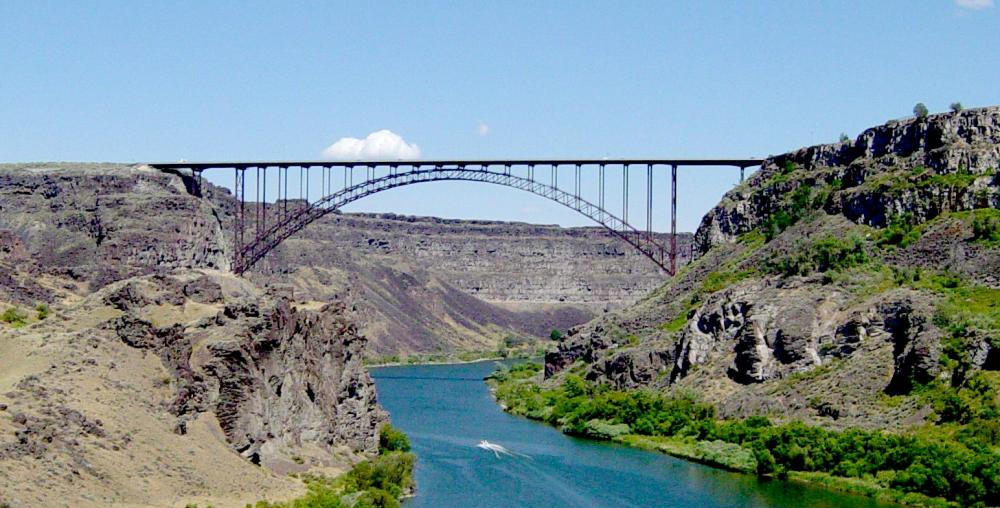
Perrine Bridge nad rzeką Snake w stanie Idaho

Snake – rzeka w Ameryce Północnej, w zachodniej części Stanów Zjednoczonych, największy dopływ Kolumbii. Długość 1674 km. Ma swój początek na terenie Parku Narodowego Yellowstone (Wyoming), a następnie przepływa przez stany Idaho, Oregon i Waszyngton.